# Thyrogonia cyaneotincta
Thyrogonia cyaneotincta är en fjärilsart som beskrevs av George Francis Hampson 1918. Thyrogonia cyaneotincta ingår i släktet Thyrogonia och familjen björnspinnare. Inga underarter finns listade i Catalogue of Life.